# What Hits!?
«What Hits!?» — збірка американського гурту «Red Hot Chili Peppers». Випущено 29 вересня 1992 року.

## Список композицій
1. «Higher Ground» (Стів Вандер) — 3:21
  - З альбому Mother's Milk
2. «Fight Like a Brave» — 3:47
  - З альбому The Uplift Mofo Party Plan
3. «Behind the Sun» — 4:45
  - З альбому The Uplift Mofo Party Plan
4. «Me & My Friends» — 3:05
  - З альбому The Uplift Mofo Party Plan
5. «Backwoods» — 3:06
  - З альбому The Uplift Mofo Party Plan
6. «True Men Don't Kill Coyotes» — 3:36
  - З альбому The Red Hot Chili Peppers
7. «Fire» (Джимі Гендрікс) — 2:01
  - З альбому The Abbey Road E.P. і Mother's Milk
8. «Get Up and Jump» — 2:50
  - З альбому The Red Hot Chili Peppers
9. «Knock Me Down» — 3:43
  - З альбому Mother's Milk
10. «Under the Bridge» — 4:24
  - З альбому Blood Sugar Sex Magik
11. «Show Me Your Soul» — 4:22
  - З фільму Pretty Woman
12. «If You Want Me to Stay» (Sly and the Family Stone) — 4:06
  - З альбому Freaky Styley
13. «Hollywood (Africa)» (The Meters) — 4:58
  - З альбому Freaky Styley.
14. «Jungle Man» — 4:04
  - З альбому Freaky Styley
15. «The Brothers Cup» — 3:24
  - З альбому Freaky Styley
16. «Taste the Pain» — 4:34
  - З альбому Mother's Milk
17. «Catholic School Girls Rule» — 1:55
  - З альбому Freaky Styley
18. «Johnny, Kick a Hole in the Sky» — 5:10
  - З альбому Mother's Milk